# Гуаймас
Гуаймас (ісп. Guaymas) — місто та муніципалітет у Мексиці, входить у штат Сонора. Офіційна повна назва — Героїчний Гуаймас де Сарагоса (ісп. Heroica Guaymas de Zaragoza). Населення — 130 329 осіб.

## Історія
13 липня 1854 року відбулася Битва за Гуаймас в якій понад 400 солдатів, переважно французів, атакували порт з метою захопити його і штучно створити на відторгнутих мексиканських територіях Республіку Сонора. Напад відбив мексиканський гарнізон під командуванням генерала Хосе Марії Яньєса за допомоги цивільного населення, що становило тоді близько 2000 осіб.
1862 року місцевий конгрес ухвалив «місто Гуаймас в майбутньому називати Гуаймас де Сарагоса» на честь героя Мексики генерала Ігнасіо Сарагоси.
1935 року місту надано титул героїчне в пам'ять про події 13 липня 1854 року — захист міста і порту від французьких загарбників.
Місто обслуговує аеропорт Хосе Марія Яньєс.

## Персоналії
- Адольфо де ла Уерта (1881—1955) — мексиканський політик.